# Boldklubben 1909 (piłka nożna kobiet)
Boldklubben 1909 – duński klub piłki nożnej kobiet, mający siedzibę w mieście Odense, na południu kraju. W latach 1975–1994 występował w rozgrywkach Elitedivisionen.

## Historia
Chronologia nazw:
- 1971: Boldklubben 1909
- 1994: klub rozwiązano

Kobieca drużyna piłkarska B 1909 została założona w dzielnicy Odense Vollsmose w 1971 roku, chociaż klub macierzysty powstał znacznie wcześniej, 14 września 1909 roku z inicjatywy typografów z Fionii i tradycyjnie był klubem klasy robotniczej w Odense, w historycznej lokalnej rywalizacji z bogatszymi klubami OB i B 1913.
W sezonie 1975 kobieca drużyna startowała w rozgrywkach Danmarksturneringen i damefodbold. W 1980 w finale przegrała 2:3 i 1:2 z BK Femina. W 1981 w inauguracyjnym sezonie 1. Division zdobyła mistrzostwo kraju. Potem został mistrzem w latach 1983, 1985, 1992 i 1993. Klub zawsze grał na najwyższym poziomie mistrzostw. Ale w połowie sezonu 1994 klub był zmuszony wycofać swoje drużyny seniorskie z Elitedivisionen i lig regionalnych z powodu bankructwa, co doprowadziło do rozwiązania działu kobiecego.

## Barwy klubowe, strój, herb, hymn
|  |  |

Klub ma barwy czerwono-białe. Piłkarki domowe spotkania zazwyczaj grają w czerwonych koszulkach, białych spodenkach oraz czerwonych getrach.

## Sukcesy

### Trofea międzynarodowe
Klub nigdy nie zakwalifikował się do rozgrywek europejskich.

### Trofea krajowe
| \| \| Zdobyte trofea w rozgrywkach Danii (stan na: 31-05-2023) \| |                                                          |      |                              |
| Rozgrywki                                                         | Osiągnięcie                                              | Razy | Sezon(y)                     |
| Mistrzostwo                                                       | I miejsce                                                | 5    | 1981, 1983, 1985, 1992, 1993 |
| Mistrzostwo                                                       | II miejsce                                               | 5    | 1980, 1982, 1984, 1986, 1990 |
| Mistrzostwo                                                       | III miejsce                                              | 3    | 1987, 1988, 1991             |
| Puchar                                                            | zdobywca                                                 | 0    |                              |
| Puchar                                                            | finalista                                                | 0    |                              |
| Puchar                                                            | półfinalista                                             | 1    | 1992/93                      |
| II liga                                                           | I miejsce                                                | 0    |                              |
| II liga                                                           | II miejsce                                               | 0    |                              |
| II liga                                                           | III miejsce                                              | 0    |                              |
| Dania                                                             | Zdobyte trofea w rozgrywkach Danii (stan na: 31-05-2023) |      |                              |

## Poszczególne sezony

### Rozgrywki międzynarodowe

#### Europejskie puchary
Nie uczestniczył w rozgrywkach europejskich.

### Rozgrywki krajowe
| \| Dania \| Bilans występów klubu w rozgrywkach piłkarskich Danii (Stan na 31 maja 2023 r.) \| \| |                                                                                 |        |       |   |   |   |    |    |     |           |        |        |      |
| Poziom                                                                                            | Rozgrywki                                                                       | Sezony | Mecze | Z | R | P | B+ | B– | Pkt | Lata      | Awanse | Spadki | Naj. |
| I                                                                                                 | Kvindeligaen                                                                    | 20     |       |   |   |   |    |    |     | 1975–1994 | 0      | 0      | 1    |
| II                                                                                                | 1. Division                                                                     | 0      |       |   |   |   |    |    |     |           | 0      | 0      |      |
| III                                                                                               | 2. Division                                                                     | 0      |       |   |   |   |    |    |     |           | 0      | 0      |      |
|                                                                                                   | Puchar Danii                                                                    | 2      |       |   |   |   |    |    |     | 1992–1994 | 0      | 0      | 1/2  |
| Dania                                                                                             | Bilans występów klubu w rozgrywkach piłkarskich Danii (Stan na 31 maja 2023 r.) |        |       |   |   |   |    |    |     |           |        |        |      |

## Struktura klubu

### Stadion
Drużyna rozgrywała swoje mecze domowe na boisku Gillested Park w Odense, który może pomieścić 6.000 widzów.

## Derby
- B 1913